# Den sidste Gjæst
Den sidste Gjæst (De laatste gast) is een toneelstuk van Hans E. Kinck uit 1910. Het historisch drama vertelt over Pietro Aretino en zijn leven tussen literatuur en zijn hang naar de lichamen (en het gebruik daarvan) van jonge meisjes. Het toneelstuk werd voor het eerst uitgevoerd op 7 mei 1914 in het Nationaltheatret in Oslo. Het kreeg slechts zes voorstellingen toen het daar verdween om nooit meer terug te keren (gegevens 2012).

## Muziek
De voorstellingen werden omringd door muziek van diverse componisten, maar ook door muziek van de muzikaal leider en dirigent van het Nationaltheatret, Johan Halvorsen. Halvorsen schreef voor dit toneelstuk een Gondoliera en een Malamoccolied, maar gebruikte ook de volgende muziek:
- Pietro Mascagni: een prelude
- Leone Sinigaglia: Danse Piemontese en
- Pjotr Iljitsj Tsjaikovski: Capriccio Italien